# 埃米莉·罗斯蒙德
埃米莉·罗斯蒙德（英語：Emily Rosemond，1986年3月11日—），澳大利亚女子自行车、短道速滑运动员。她曾代表澳大利亚参加2010年英联邦运动会自行车比赛，获得一枚铜牌。她也曾参加2006年冬季奥运会。